# Dewas
Dewas là một thành phố và là nơi đặt hội đồng thành phố (municipal corporation) của quận Dewas thuộc bang Madhya Pradesh, Ấn Độ.

## Địa lý
Dewas có vị trí 22°58′B 76°04′Đ / 22,97°B 76,07°Đ Nó có độ cao trung bình là 598 mét (1961 feet).

## Nhân khẩu
Theo điều tra dân số năm 2001 của Ấn Độ, Dewas có dân số 230.658 người. Phái nam chiếm 52% tổng số dân và phái nữ chiếm 48%. Dewas có tỷ lệ 69% biết đọc biết viết, cao hơn tỷ lệ trung bình toàn quốc là 59,5%: tỷ lệ cho phái nam là 77%, và tỷ lệ cho phái nữ là 61%. Tại Dewas, 15% dân số nhỏ hơn 6 tuổi.